# Axpo Power
Die Axpo Power AG mit Sitz in Baden, Kanton Aargau, ist zu 100 Prozent ein Tochterunternehmen der Axpo Holding. Sie produziert, verteilt und vertreibt Strom sowie andere Energie und bietet energienahe Dienstleistungen.
Die Axpo Power ist aus der Nordostschweizerische Kraftwerke AG (NOK), der späteren Axpo AG, hervorgegangen. Die NOK wiederum hat ihren Ursprung in der 1907 gegründeten Kraftwerke Beznau Löntsch AG.

## Geschichte

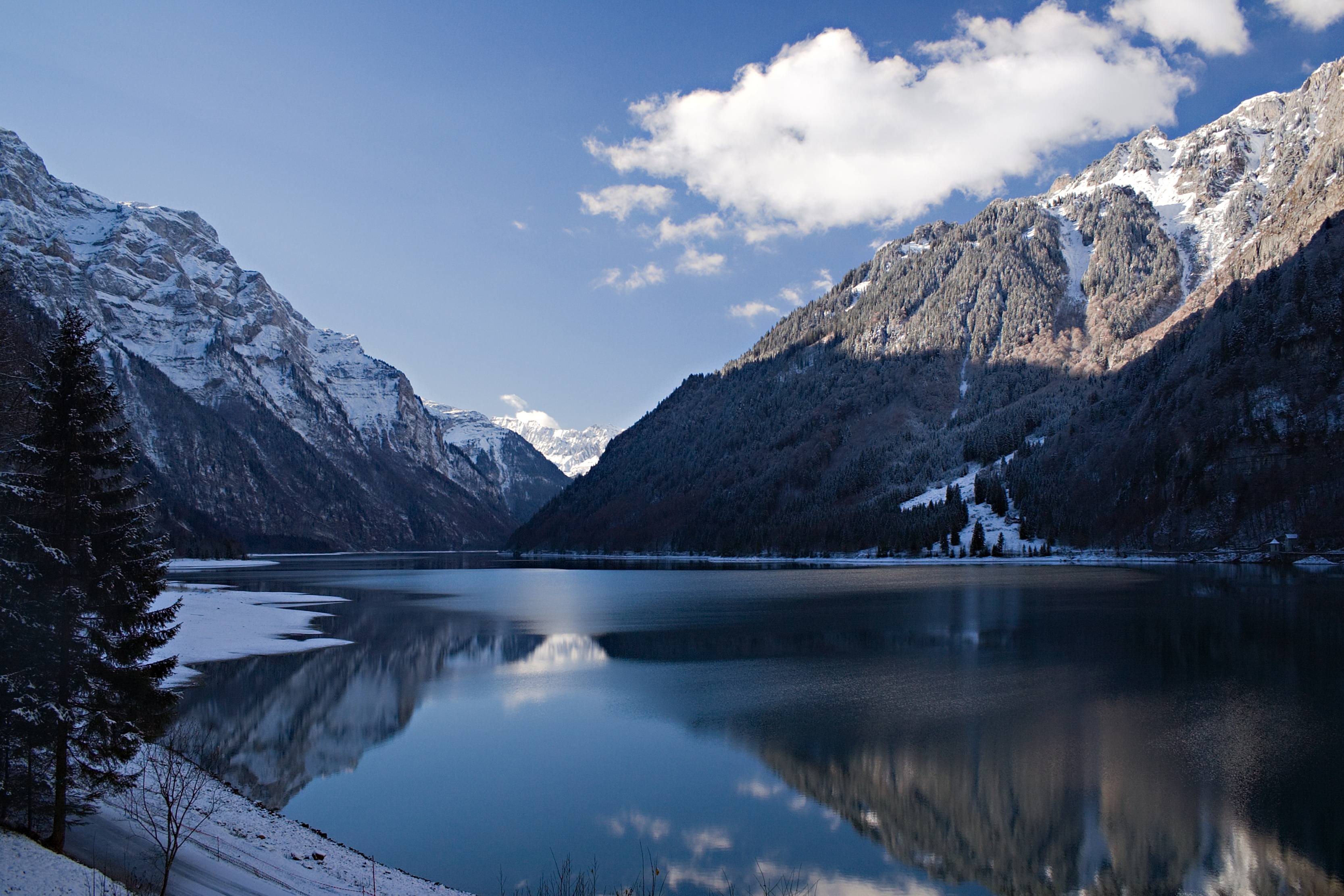
Stausee Klöntalersee

Früheres Logo

→ Hauptartikel Geschichte Axpo siehe Axpo Holding AG
Die Motor AG für angewandte Elektrizität stellte 1902 das Aarekraftwerk bei Beznau und 1908 das Kraftwerk am Löntsch fertig. Sie gründete eine gemeinsame Gesellschaft, die Kraftwerke Beznau Löntsch AG. Das Kraftwerk am Löntsch nutzt für die Elektrizitätsproduktion den Klöntalersee, einen durch Bergsturz entstandenen Natursee. Die beiden Kraftwerke wurden durch Hochspannungsleitungen zum zweiten Stromverbund der Schweiz zusammengeführt.
1914 übernahmen die Kantone Aargau, Glarus, Zürich, Thurgau, Schaffhausen und Zug die Kraftwerke Beznau-Löntsch und nannten die Gesellschaft neu NOK. Der Kanton Schwyz wollte sich ursprünglich auch am Projekt beteiligen, aber der Kantonsrat stimmte der Beteiligung nicht zu. Beznau ist noch heute eine der wichtigsten Unterstationen im 380-kV-Übertragungsnetz. Im Jahr 1929 stösst die ebenfalls 1914 gegründete St. Gallisch-Appenzellische Kraftwerke AG (SAK) zur NOK, erst 1951 auch der Kanton Appenzell Innerrhoden.
In den 1960er Jahren gelangten Schweizer Behörden, NOK und die anderen grossen Stromerzeuger zum Schluss, dass die Wasserkraft als Stromlieferantin weitgehend ausgeschöpft sei. Im Zentrum des Interesses standen nun ölthermische Kraftwerke und die Kernenergie. Von 1962 ist aus der NOK-Chefetage folgendes Zitat bezüglich den damaligen Plänen einer eigenen schweizerischen Kernkraftwerksentwicklung überliefert: "Atomkraftwerke werden erst dann preislich konkurrenzfähig, wenn ein Teil der Forschungs- und Anlagekosten auf andere Schultern abgewälzt werden kann, z. B. auf die Herstellung von Kernwaffen." 
Aufgrund des Unfalles im Versuchs-Kernkraftwerk Lucens konnten allfällige eigene Reaktorpläne dann ohnehin nicht realisiert werden; die NOK setzten mit dem KKW Beznau auf die amerikanische Technologie des Leichtwasserreaktors.
1969 geht das erste Schweizer Kernkraftwerk, das KKW Beznau 1, in Betrieb. 1971 folgt das KKW Beznau 2. Der Durchbruch der Atomkraft war dabei politisch breit abgestützt, inklusive der Unterstützung von Umweltschützern, die die Verbauung von Flüssen und Bächen eindämmen und die zunehmend verschmutzte Luft von CO2 entlasten wollten.
1992 schloss die NOK mit den Tschechoslowakischen Elektrizitätswerken einen Zehnjahresvertrag über Stromlieferungen an die Schweiz.
1997 leitet die EU die schrittweise Liberalisierung des Strommarkts ein. Um aus der NOK ein europafähiges Stromunternehmen zu machen, gründen die NOK sowie die NOK-Kantone und ihre Kantonswerke 2001 die Axpo Holding AG. 2009 wird aus der NOK neu die Axpo AG und aus dieser 2012 die heutige Axpo Power AG.
Im Zuge der Liberalisierung werden Eigentum und der Betrieb des Übertragungsnetzes vom Geschäft Verteilnetz, Stromproduktion und -handel entflochten und das Übertragungsnetz per Anfang 2013 in die 2006 gegründete nationale Netzgesellschaft Swissgrid überführt. Axpo Power AG ist mit 22,7 % an Swissgrid beteiligt.

## Aktionäre
Axpo Power AG ist zu 100 % eine Tochter der Axpo Holding AG und diese ist zu 100 % in öffentlicher Hand.

## Kraftwerke und Netze

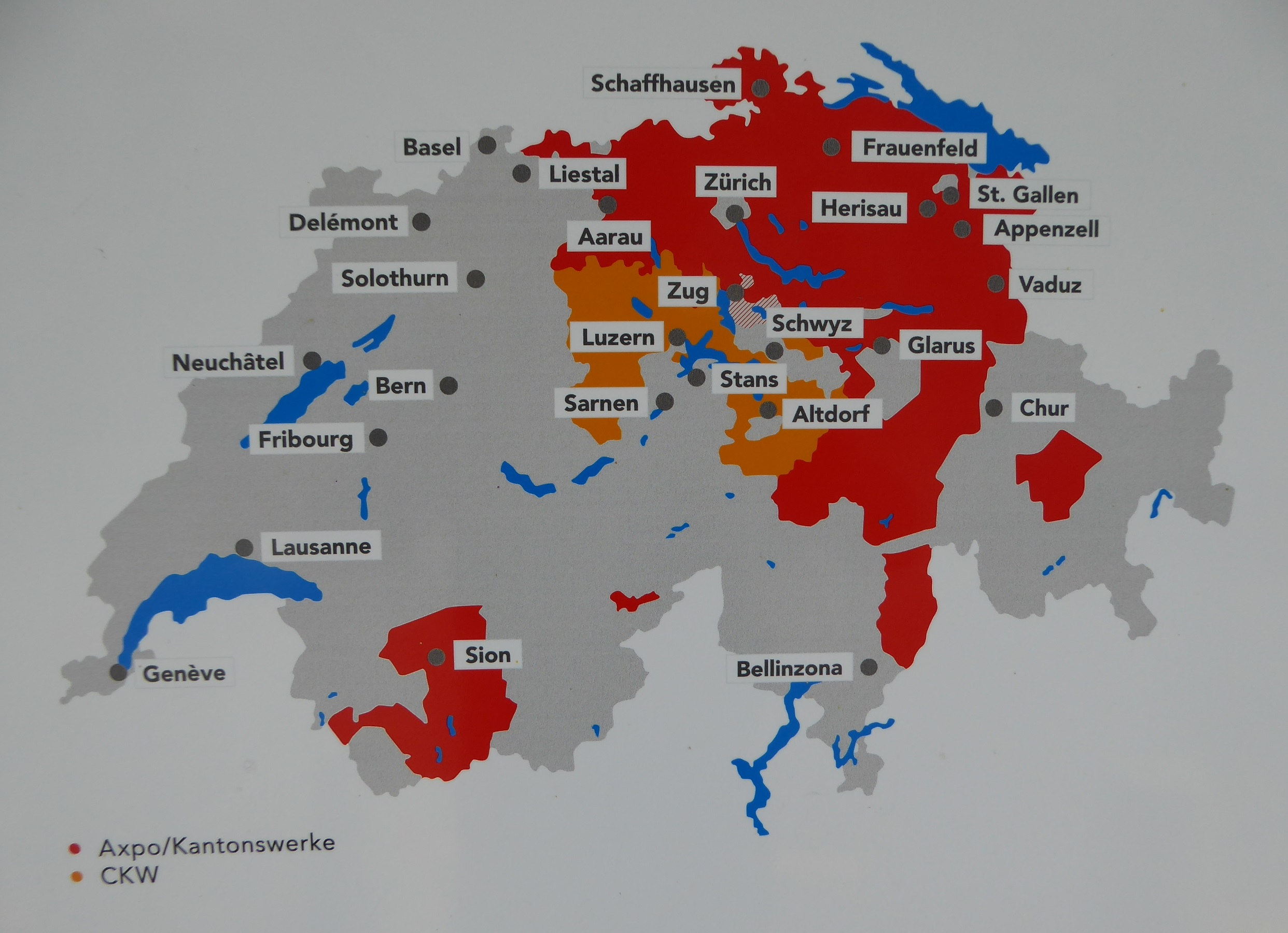
Standorte der Axpo Kraftwerke in der Schweiz

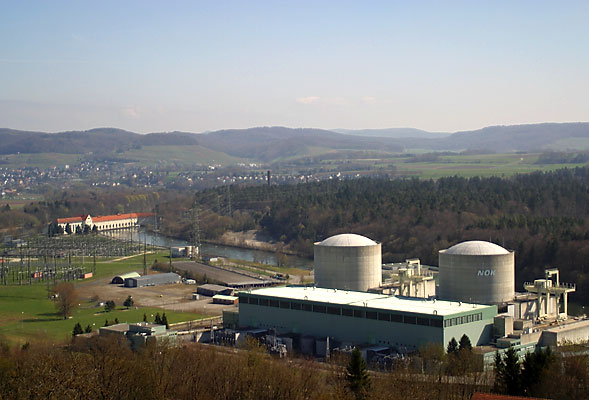
KKW Beznau

Die Axpo Power AG betreibt mehr als 100 Kraftwerke. Ihr Schweizer Kraftwerkspark verfügt über eine installierte Leistung von rund 5830 Megawatt (MW), Stand Ende September 2019, und hat eine Produktionskapazität von rund 25 Mrd. Kilowattstunden (kWh).
Der heimische Strommix der Axpo Power AG aus Wasserkraft, Kernkraft und neuen Energien wie Biomasse ist im Betrieb praktisch CO2-neutral.
Das überregionale Verteilnetz der Axpo (110 kV/50 KV/16 kV) erstreckt sich über und 2200 Kilometer und umfasst 8000 Masten. Es besteht zu 82 Prozent aus Freileitungen und zu 18 Prozent aus Kabelleitungen. Axpo versorgt mit ihren Netzen die gesamte Nordostschweiz, das Fürstentum Liechtenstein sowie Teile der Kantone Schwyz, Zug, Graubünden und Wallis mit Strom.
Die durchschnittliche Dauer von Versorgungsunterbrüchen pro Endverbraucher ist gering. Im Geschäftsjahr 2018/19 lag diese bei Axpo Netze bei 0,25 [min/a], bei der CKW bei 21,6 [min/a].

### Kernkraftwerke
Die Axpo Power AG ist zu 100 % Eigentümerin des Kernkraftwerks Beznau. Sie ist mit 22,8 % am Kernkraftwerk Leibstadt beteiligt und für die Geschäftsführung verantwortlich. Am Kernkraftwerk Gösgen besitzt sie 25 % des Aktienkapitals.
In der Schweiz beträgt der Anteil der Kernenergie an der Stromproduktion im 10-Jahresdurchschnitt 39 Prozent, im Winter bis zu 45 Prozent. Die jährliche Verfügbarkeit liegt bei rund 90 Prozent. Kernkraftwerke liefern Bandstrom (Grundlaststrom).  
Die Axpo Power AG verfügt mit ihren Kernkraftwerken (Eigentum, Partnerwerke und Langfristverträge mit Frankreich) über eine installierte Leistung von 1500 MW.

#### Meldepflichtige Vorfälle
Die Betreiber der Schweizer Kernanlagen müssen dem Eidgenössischen Nuklearsicherheitsinspektorat ENSI Vorkommnisse melden, die die Kriterien gemäss der Kernenergieverordnung und dem Regelwerk des ENSI erfüllen. Meldepflichtige Ereignisse zeigen auf, dass eine Unregelmässigkeit im Betrieb aufgetreten ist, die beobachtet und gemeldet werden musste. Sie bedeuten nicht notwendigerweise, dass messbare Mengen radioaktiver Substanzen versehentlich freigesetzt wurden.
Gemäss ENSI sind die Schweizer Kernkraftwerke 2019 sicher betrieben worden.
2018 kam es laut dem ENSI in den Kernkraftwerken der Axpo Power AG (eigene Anlagen und Partnerwerke) gemäss der Internationalen Ereignisskala INES zu 31 meldepflichtigen Vorkommnissen.
INES klassifiziert die Stufe 0 als Abweichung, die Stufen 1 bis 3 als Störungen und Störfälle, die Stufen 4 bis 7 als Unfälle.
| Meldepflichtige Vorfälle 2018             | Meldepflichtige Vorfälle 2018 | Meldepflichtige Vorfälle 2018 | Meldepflichtige Vorfälle 2018 | Meldepflichtige Vorfälle 2018 |
| ----------------------------------------- | ----------------------------- | ----------------------------- | ----------------------------- | ----------------------------- |
| Anzahl Vorfälle der jeweiligen INES-Stufe |                               |                               |                               |                               |
| KKB 1                                     | KKB 2                         | Beide                         | KKL                           | KKG                           |
| 3 der Stufe 0                             | 1 der Stufe 0                 | Keine                         | 10 der Stufe 0 2 der Stufe 1  | 13 der Stufe 0                |

Quelle: Aufsichtsbericht 2018 zur nuklearen Sicherheit in den schweizerischen Kernanlagen, ENSI (der Aufsichtsbericht erscheint jährlich und wird jeweils im Juni publiziert).

#### Kernkraftwerk Beznau
Das Kernkraftwerk Beznau (KKB) ist zu 100 % im Besitz der Axpo Power AG. Es liegt auf einer Flussinsel der Aare im unteren Aaretal. Beznau 1 ist seit 1969 in Betrieb, Beznau 2 seit 1971. Beide Reaktoren sind vom Typ her Druckwasserreaktoren und verfügen über eine Leistung von je 380 MW brutto bzw. 365 MW netto.
Das KKB liefert rund 6 Milliarden kWh Strom im Jahr. Zusätzlich versorgt es ein Gebiet mit rund 18’000 Einwohnern mit Fernwärme.
Gemäss dem Schweizerischen Kernenergiegesetz haben Kernkraftwerke in der Schweiz eine unbefristete Betriebsbewilligung. Das bedeutet, dass Kernkraftwerke so lange betrieben werden können, wie sie sicher sind.
2019 feierte das das KKB das 50-Jahre-Jubiläum und zählt damit zu den ältesten AKW der Welt. 
Auch der Bund soll für die Schweizer AKW neu mit einer Betriebsdauer von 60 Jahren rechnen (zuvor 50 Jahre); dies, um die Energiewende umsetzen zu können. Die Axpo Power AG hat seit Bestehen des KKB rund CHF 2,5 Milliarden in die Nachrüstung und Erneuerung der Anlage investiert.
Seit Inbetriebnahme wurden auf der Insel Beznau 250 Terawattstunden Strom produziert. Ein Kohlekraftwerk hätte zur Produktion dieser Leistung rund 300 Millionen Tonnen CO2 in die Umwelt ausgestossen.

#### Vorkommnisse im Reaktordruckbehälter (RDB), Beznau I
2015 stellte Axpo mit neuer, bis dahin nicht zur Verfügung stehender Ultraschall-Messtechnik bewertungspflichtige Unregelmässigkeiten am Reaktordruckbehälter (RDB) des AKW Beznau 1 fest. Axpo vermutete, dass es sich bei den rund 950 Anomalien um Aluminiumoxyd-Einschlüsse handelt, die bereits beim Schmieden des Druckbehälters 1965 in Frankreich entstanden seien. In der Folge stand der Reaktor für rund drei Jahre still. So lange dauerte es, bis Axpo Power AG in einem umfangreichen Sicherheitsnachweis aufzeigen konnte, dass den Anzeigen kein sicherheitstechnischer Mangel zugrunde liegt. Sicherheitsnachweis sowie Stillstand und die Beschaffungskosten für Ersatzstrommengen kosteten das Unternehmen CHF 350 Mio.
Der Sicherheitsnachweis umfasst eine eigens hergestellte Nachbildung (Replika) eines Schmiederings, der auf Basis der Spezifikation für den Originalring in der englischen Schmiede Sheffield gegossen, geschmiedet und wärmebehandelt und anschliessend getestet worden ist.
Nach Prüfung der vorgelegten Daten kam das ENSI unter Zuzug einer unabhängigen, internationalen Expertengruppe zum Schluss, dass die festgestellten Unregelmässigkeiten herstellungsbedingt und nicht betriebsbedingt sind, und dass der RDB sicher ist. Am 19. März 2018 erhält Axpo Power AG vom ENSI die Bewilligung zum Wiederanfahren des KKB. Die NZZ schreibt: „Bedeutsam ist dieser Entscheid vor allem deshalb, weil er nicht das politische Umfeld, (…) nicht wirtschaftliche Erwägungen und auch nicht Fragen der Versorgungssicherheit berücksichtigt, sondern sich einzig und allein auf technische Analysen und Tests abstützt. Das macht ihn transparent und glaubwürdig. (…) Beznau 1 geht damit nach drei Jahren Stillstand als der weltweit am besten geprüfte Reaktor in die Verlängerung und wird wohl noch einige Jahre Strom produzieren. (…) Der Entscheid (…) besagt: Nicht das blosse Alter einer Anlage ist massgebend, sondern allein ihr Zustand.“
Ein Gutachten des deutschen Ökoinstituts Darmstadt kritisiert jedoch den Entscheid des ENSI. Das ENSI wiederum widerspricht in einer Stellungnahme und hält zusammenfassend fest, dass die meisten im Gutachten geltend gemachten sicherheitstechnischen Nachteile entweder unzutreffend oder von untergeordneter Bedeutung seien.
Im März 2020 reicht die Schweizerische Energiestiftung SES der Bundeskanzlei eine Petition mit rund 11‘600 Unterschriften ein, die die vorläufige Ausserbetriebnahme des AKW Beznau 1 fordert.

### Wasserkraft
Der Axpo Power AG gehören 85 % der Kraftwerke Linth-Limmern (KLL) in Linthal und 50 % der AG Kraftwerk Wägital in Vorderthal.
Der Axpo Power AG gehören zahlreiche weitere Wasserkraftwerke und Beteiligungen an Kraftwerken außerhalb der Nordostschweiz. So ist sie auch am Wasserkraftwerk Ryburg-Schwörstadt (KRS), das beiderseits der Staatsgrenze zwischen Deutschland und der Schweiz liegt, beteiligt.
Seit der Formierung verschiedener Elektrizitätswerke zur Axpo Holding ist nicht mehr die frühere Elektrizitätsgesellschaft Laufenburg EGL und heutige Axpo Solutions AG, sondern die Axpo Power AG das geschäftsführende Mitglied der Albula-Landwasser Kraftwerke AG in Filisur.
Am 30. Dezember 2002 hat Axpo Power die Patvag Kraftwerke AG (heutige Axpo Hydro Surselva AG) von der Ems-Chemie Holding AG vollständig übernommen. Zur Axpo Hydro Surselva AG gehören im Vorderrheintal die drei Kraftwerke Pintrun, Russein und Tavanasa-Obersaxen.

#### Kraftwerke Linth-Limmern
Das Wasserkraftwerk der Linth-Limmern AG (KLL) in den Glarner Alpen produziert seit 1964 Strom, seit 1968 ist es im Vollbetrieb. Die Anlage umfasst eine 1963 fertiggestellte Bogenstaumauer, die den 92 Millionen Kubikmeter Wasser fassenden Limmerensee staut.
Im Rahmen des 2,1-Milliarden-Franken-Projekts «Linthal 2015» wurde die Anlage mit einem unterirdisch angelegten Pumpspeicherkraftwerk ausgebaut. Pumpspeicherkraftwerke dienen als „Batterien“, die Strom in Form von Wasser speichern, und zur Netzstabilität. Der Ausbau erhöht die installierte Leistung der Linth-Limmern-Kraftwerke um tausend auf 1540 MW. Das Herz der Anlage ist in einer Kaverne untergebracht, grösser als die Bahnhofshalle Zürich. Die 1000 Meter lange Gewichtsstaumauer, die neu das obere Becken Muttsee staut, ist die längste der Schweiz und die höchstgelegene Europas.
Der neue Pumpspeicher Limmern ist die grösste Strombatterie der Schweiz. Bei Bedarf und vollständig gefülltem Muttsee kann das Werk während 33 Stunden im Volllastbetrieb laufen.
„Ein Jahrhundertwerk“, schreibt die Aargauer Zeitung, das allerdings nicht rentiert. Für den rentablen Betrieb eines Pumpspeicherkraftwerks zählen Kapitalkosten und die Preisdifferenz zwischen eingekauftem Pump- und verkauftem Spitzenstrom sowie die Auslastung. Diese wiederum hängt von der Nachfrage nach Spitzenstrom ab und die ist derzeit tief. Axpo Power AG geht nicht davon aus, dass das Werk in den kommenden Jahren rentabel sein wird. Das Unternehmen hat Rückstellungen in Milliardenhöhe gebildet. Die Betriebszeit des Kraftwerks ist mit 80 Jahren jedoch üblich und äusserst langfristig ausgelegt.

### Photovoltaik
Alpine Solar-Grossanlage
Die Axpo Power AG ist in der Photovoltaik in der Schweiz bis anhin kaum präsent, obwohl Studien wie des Bundesamts für Energie dem Markt auch in der Schweiz grosses Potenzial  attestieren. Dabei liefern Anlagen in hohen Regionen vor allem auch den gewünschten Winterstrom.
2019 gab Axpo Power AG bekannt, dass das Unternehmen auf der Staumauer des Muttsees (siehe oben) die erste Solar-Grossanlage der Alpen plant. 6000 Photovoltaik-Module mit einer Fläche von 10 000 Quadratmetern und einer Leistung von 2 MW sollen direkt auf die Staumauer montiert werden. Sie sollen 2,7 Gigawattstunden Strom pro Jahr erzeugen und damit rund 600 Vier-Personen-Haushalte versorgen.
Gegenüber einer vergleichbaren Anlage im Flachland wird sie 50 Prozent mehr Ertrag liefern. Grund dafür ist, dass sie weit über der Nebelzone am Südhang liegt und der Schnee die Sonneneinstrahlung reflektiert. Zudem erhöhen die niedrigeren Temperaturen gegenüber jenen in tieferen Gebieten den Wirkungsgrad der Module.
Die Investitionskosten für die Solaranlage belaufen sich auf 5,5 Millionen Franken mit einem Abschreibungshorizont von 30 Jahren. Axpo erwartet eine Einmalvergütung des Bundes von 600 000 Franken aus der regulären Förderung. Die Anlage soll vor allem helfen, im Winter die Stromknappheit zu mindern. Baustart ist Sommer 2021.

### Biomasse und Holzheizkraft

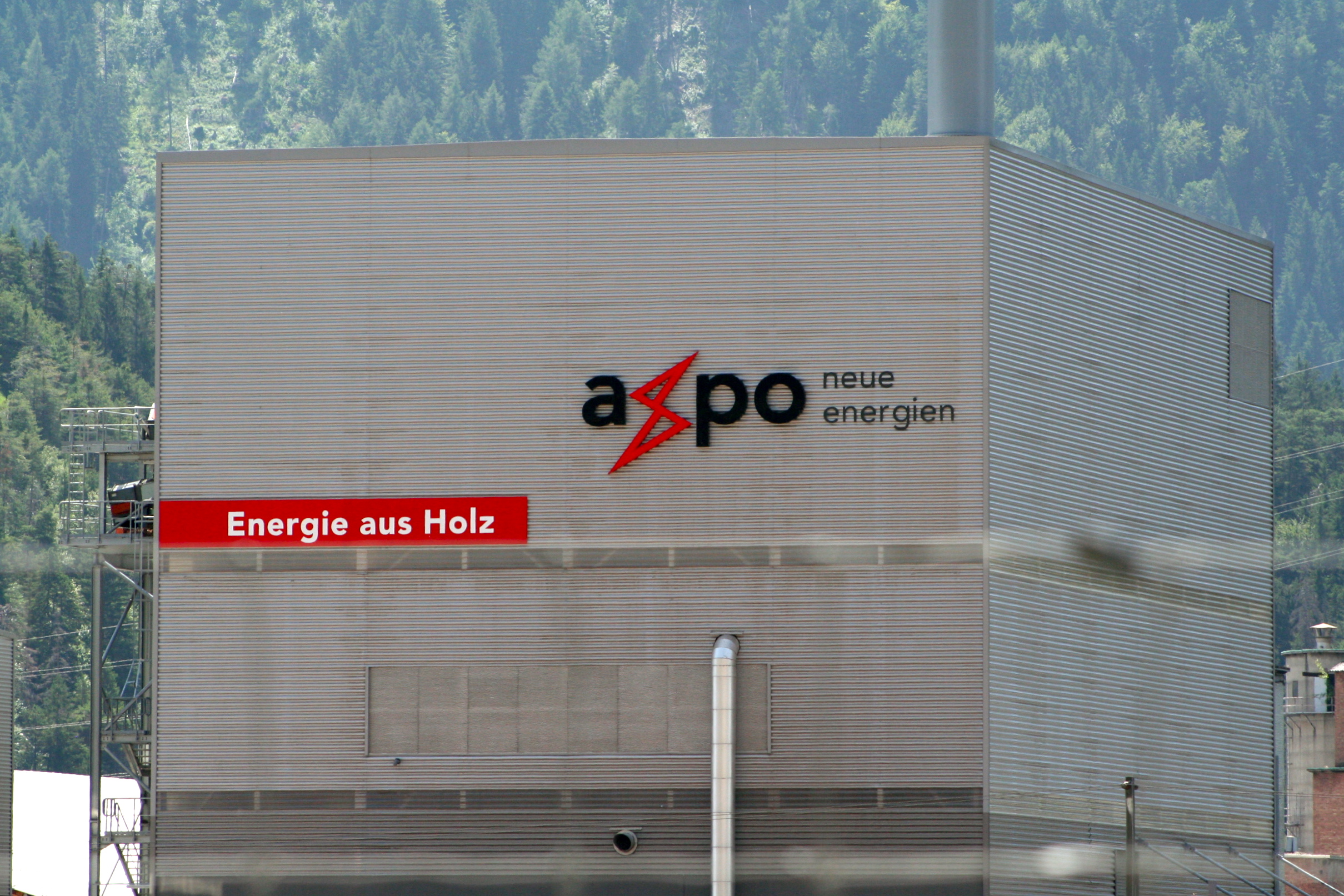
Holzkraftwerk Domat/Ems

Die Axpo Power AG verfügt in der Schweiz über 15 Biomasseanlagen sowie 5 Kompostierplätze. Das Unternehmen verwertet Bioabfälle von mehr als 2500 Kunden (Städten, Gemeinden, Industrie und Gewerbe). Laut Eigenaussage ist Axpo damit in der Schweiz führend im Bereich Biomasse.
Der Beitrag der Biomasse zur sicheren Stromversorgung ist in der Schweiz gering, da der Rohstoff hier begrenzt verfügbar ist. Biomasse trägt jedoch zur Netzstabilität bei, da die Stromproduktion aus Biomasse gut plan- und steuerbar ist.
In Domat/Ems, Graubünden, betreibt die Axpo Power AG das grösste kombinierte Holz-/Heizkraftwerk der Schweiz. Bei Volllast werden im Jahr 220'000 Tonnen Holz verbrannt und dabei 637 GWh Elektrizität gewonnen. Die Wärmeleistung entspricht nochmals rund 230 GWh und wird für die Emser Werke verwendet sowie für die Holztrocknung.

## Übertragungsleitungen (Auszug)

### 380-kV-Leitung Vorableitung Tavanasa–Breite

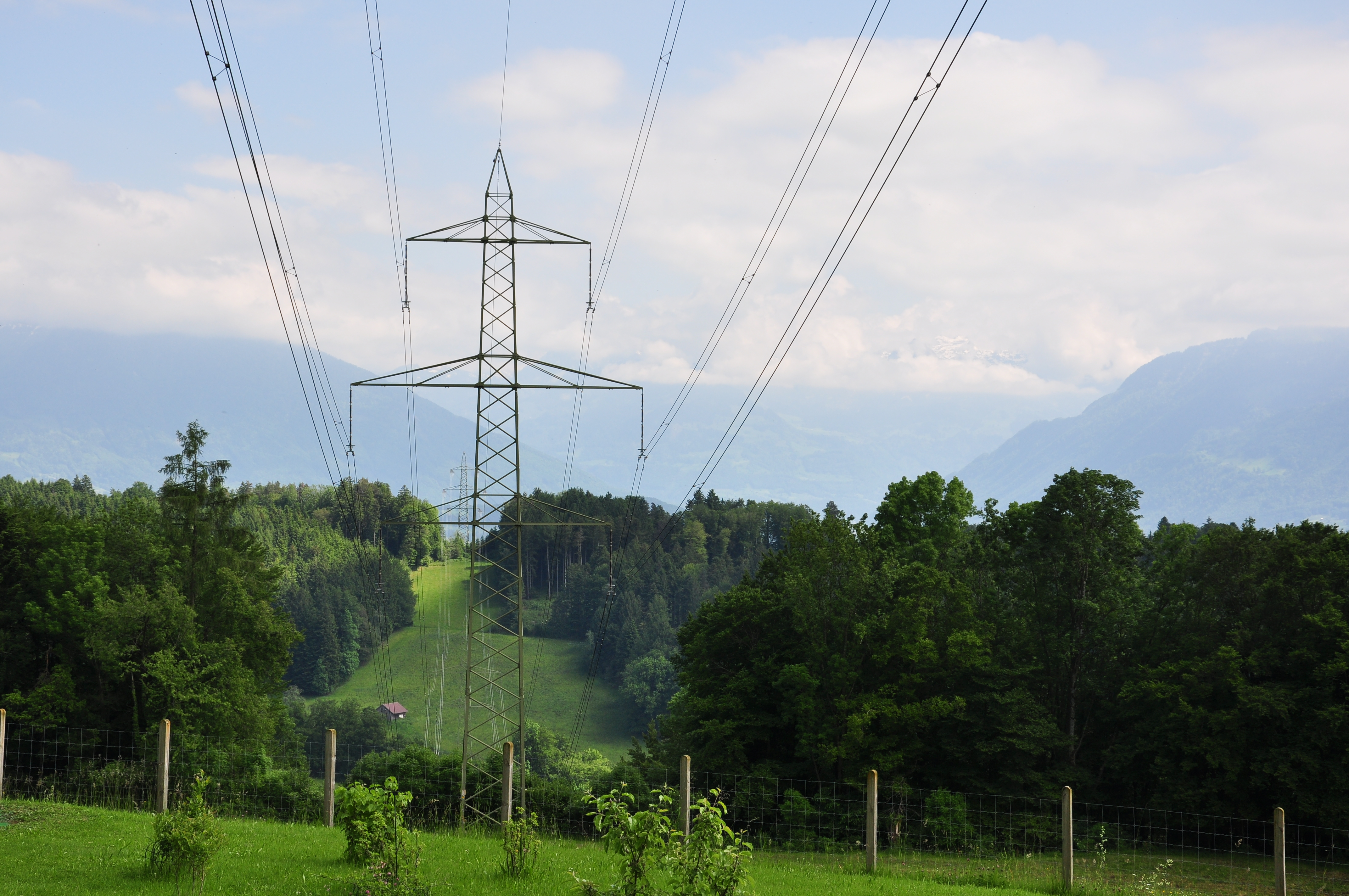
Die 380-kV-Leitung Tavanasa-Breite im Zürcher Oberland. Die Bauweise der Masten ist typisch für die Axpo.

Die Übertragungsleitungen der Schweizer Elektrizitätsunternehmen wurden per Januar 2013 an Swissgrid übertragen. Swissgrid ist die nationale Netzgesellschaft und verantwortet als Übertragungsnetzeigentümerin neu den sicheren, zuverlässigen und wirtschaftlichen Betrieb des Schweizer Höchstspannungsnetzes.
In der Folge ein Auszug über die von Axpo erstellten und bis 2013 betreuten Übertragungsleitungen:

### 380-kV-Leitung
Bis zur Übertragung an die Netzgesellschaft Swissgrid war die Axpo Power AG die Besitzerin der Vorableitung, der höchstgelegenen Hochspannungsleitung Europas über den Vorabgletscher. Sie wurde in den 1950er und 1960er Jahren von der Schaltanlage Tavanasa ins Unterwerk Grynau bei Uznach und von dort in die Breite bei Nürensdorf gebaut. Die ursprünglich geplante Linienführung über den Panixerpass musste wegen eines Schiessplatzes fallengelassen werden. Man wählte eine kühne Linienführung. Teilweise verlaufen parallel 2 Linien mit je einer Einebenanordnung und Abspannmasten für je 3 Stromkreise.
Am Fuss des Kerenzerbergs überquert die Leitung Tavanasa-Breite die 380-kV-Leitung Sils–Fällanden. Da diese 1980 für ihre heutige Spannungsebene ausgelegt und erhöht wurde, musste ein Tonnenmast der NOK zu einem Donaumast umgebaut werden.
Eine weitere bauliche Veränderung erhielt die Leitung 1986 in der Grynau bei Uznach. Damals wurde die 380-kV-Leitung von der Grynau nach St. Gallen Winkeln fertiggestellt. Die beiden Trassen erhielten gemeinsame Masten.
Normalerweise müssen Hochspannungsleitungen nach 50 Jahren erneuert werden. Auf Bergstrecken sind die Anlagen Wind und Wetter ausgesetzt und bedürfen daher schon nach 25 Jahren einer Erneuerung.
Die Vorableitung ist eine der fünf Fernleitungen, die parallel den Biberlichopf flankieren und die Linthebene durchqueren.

### 380-kV- und 220-kV-Leitung Tierfehd–Grynau
Per Ende 2015 wird das neue Pumpspeicherwerk Limmern in Betrieb genommen. Wegen der Leistungssteigerung um 1000 MW auf 1480 MW wurde in zweijähriger Bauarbeit eine neue 380-kV-Leitung erstellt, die parallel zur 220-kV-Leitung den erzeugten Strom Richtung Linthebene transportieren wird. Die Zentrale und das Unterwerk der Kraftwerke Linth-Limmern liegen im Tierfehd, das zur Gemeinde Linthal GL gehört. Von dort aus führt eine 220-kV-Leitung in die Grynau. Dort endet sie in einem der wichtigsten Unterwerke. Zwischen Schwanden GL und dem Kerenzerberg erhielten die NOK beim Bau nur im Hochgebirge Durchleitungsrechte für ihre Fernleitungen. Die 220-kV-Leitung verläuft dort parallel zur Vorableitung und enthält wenige 380-kV-Tonnenmasten. Sie gehört ebenfalls zu den fünf Fernleitungen, die gemeinsam den Biberlichopf flankieren und die Linthebene durchqueren. Sie ist mit fast allen 220-kV-Leitungen der Axpo Power AG baugleich.

### 380-kV-Leitung Bonaduz–Breite

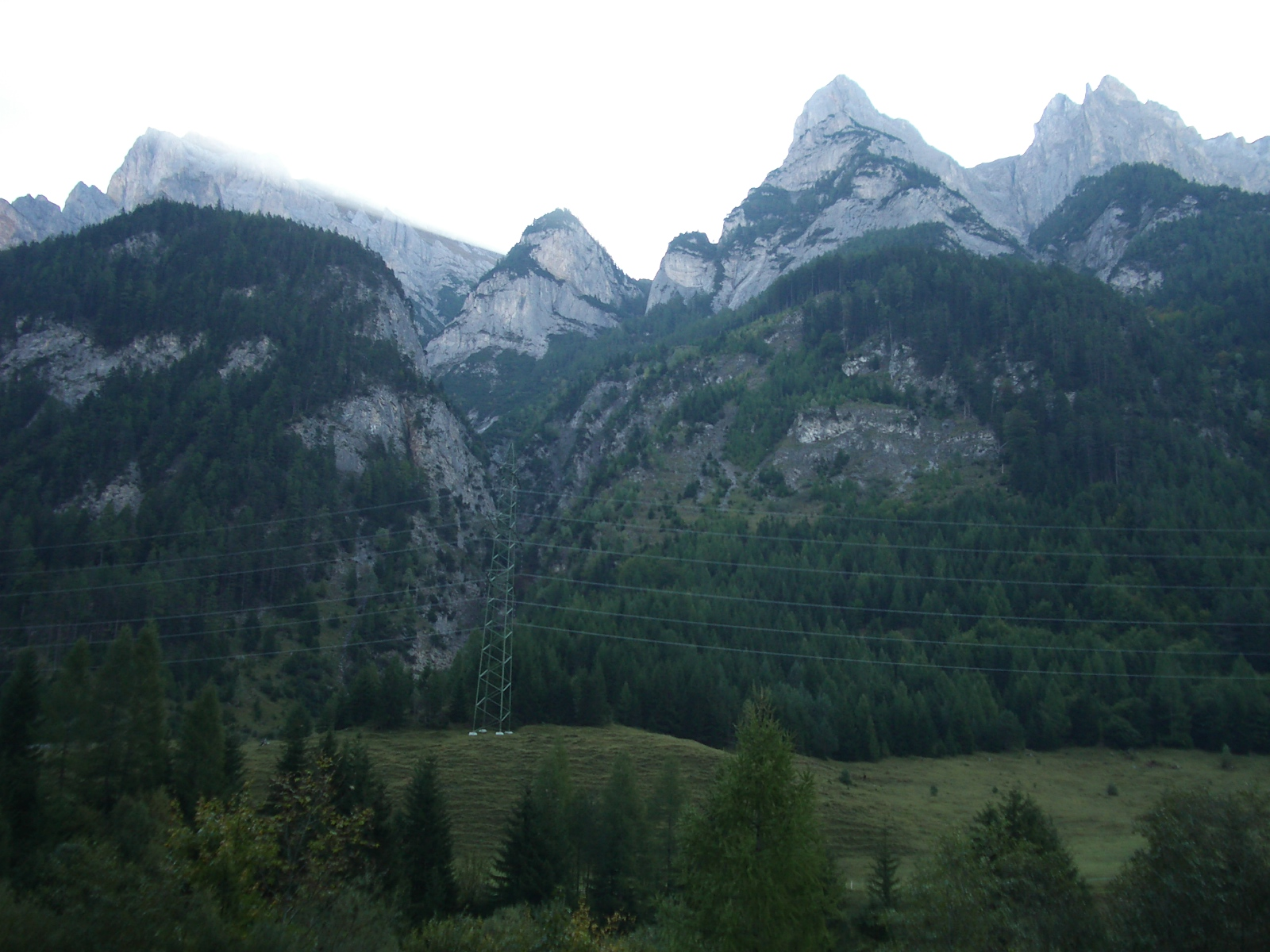
Die Leitung Bonaduz-Breite im Taminatal

Der Axpo Power AG baute auch die 380-kV-Leitung Bonaduz-Breite durch das Taminatal. Sie ist gleich gebaut wie die Vorableitung und verläuft teils parallel zu ihr. Ihre Fortsetzungen sind die baugleichen Leitungen Breite-Beznau-Laufenburg und Bonaduz-Sils im Domleschg. Auf dieser Strecke geniesst die Elektrizitätsgesellschaft Laufenburg ein Nutzungsrecht.
In Oberterzen enthält die Leitung zwei schräge Weitabspannmasten mit einer 2-Ebenen-Anordnung. Ansonsten ist sie mit Tonnenmasten ausgestattet.
Die Leitung Bonaduz-Breite ist eine der fünf Fernleitungen, die parallel den Biberlichopf flankieren und die Linthebene durchqueren. Ab der Industriezone von Schänis führt sie auf eigener Trasse nach Nürensdorf. Bei Ernetschwil kreuzt sie mit der Leitung Grynau-St. Gallen Winkeln und teilt daher mit ihr einen Mast.

### 380- und 220-kV-Leitung Rheintalleitung
Zum Netz der Axpo Power AG gehörte auch die Rheintalleitung mit ihren zwei schrägen Abspannmasten auf liechtensteinischem Staatsgebiet. Sie wurde in den 1970er-Jahren erstellt. Die heute für 380 kV ausgebaute 3-polige Leitung beginnt in Bonaduz und endet in St. Gallen Winkel.

### 380- und 220-kV-Leitung Beznau–Tiengen
In den 1960er-Jahren erhielt das Unternehmen eine Konzession für die Belieferung von deutschem Gebiet. 1965 wurde zu diesem Zwecke eine 380/220-kV-Leitung erstellt. Sie enthält zwischen Beznau und Klingnau 16 Tonnenmasten. Dann folgt eine 2-Ebenen-Anordnung; die Leitung wurde mit Feinverteilleitungen, die vom Klingnauer Kraftwerk abgehen, zusammengelegt. Diese Nord-Süd-Verbindung wurde mit der Aufschrift Aare-West bzw. Aare-Ost gekennzeichnet, da sie grösstenteils der Aare folgt. Sie überquert bei Koblenz AG den Rhein und somit die schweizerisch-deutsche Grenze. Sie endet bei Tiengen.

### 220-kV-Leitung Beznau–Obfelden

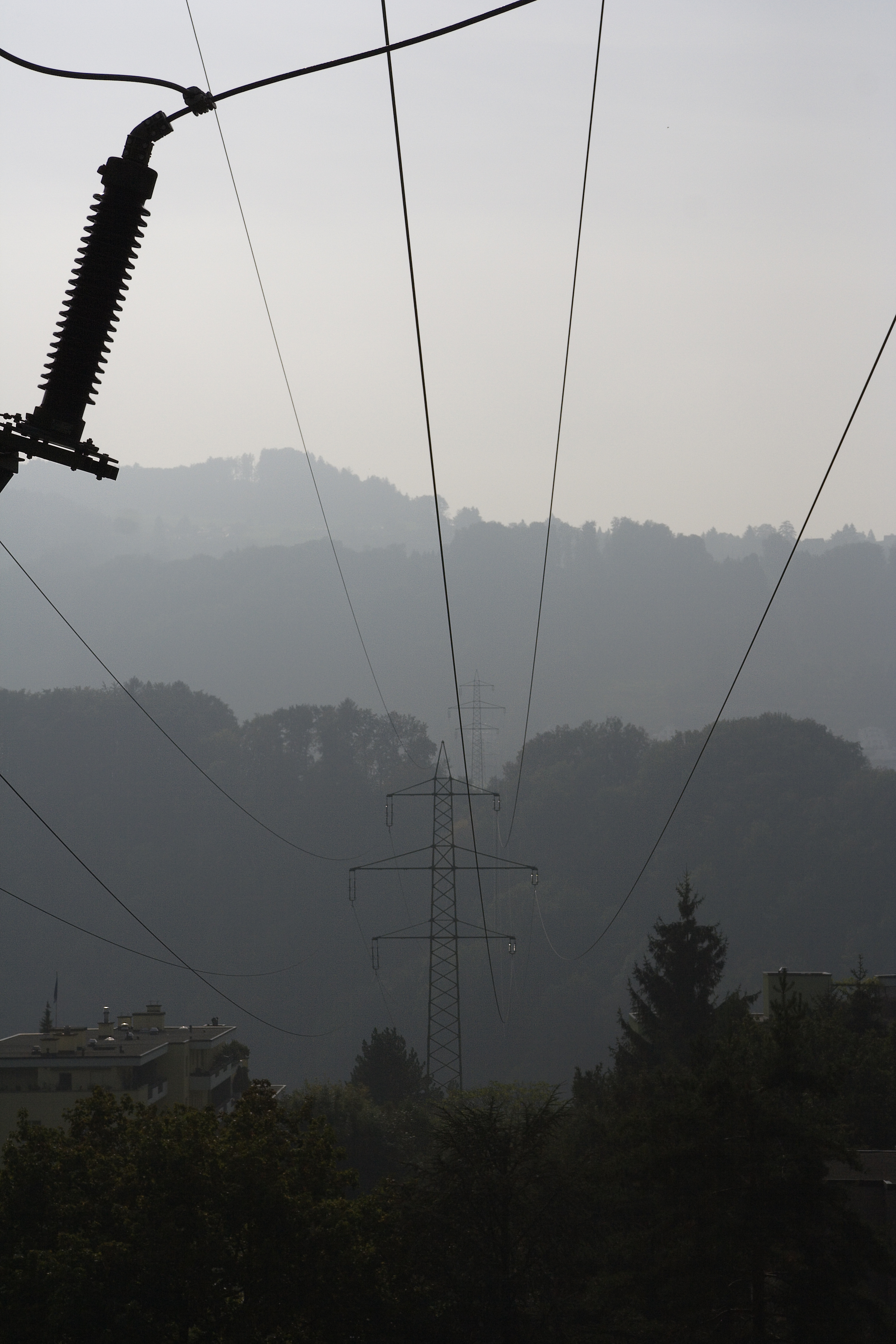
Die Leitung Thalwil-Obfelden (220 kV) in Gattikon

In den 1950er-Jahren wurde zwischen Beznau und Obfelden eine 220-kV-Leitung mit Zwischenstationen gebaut. Der Bau konnte ohne grosse Probleme bewältigt werden, da die Dörfer noch nicht ihre heutige Grösse aufwiesen. Der Ausbau auf 380 kV wurde in den späten 1980er-Jahren mit Tonnen- und Donaumasten begonnen, stösst aber unter anderem in der Gemeinde Riniken auf Widerstand, so dass eine neue Linienführung studiert wird.
In Obfelden betreibt Axpo mit dem Elektrizitätswerk der Stadt Zürich (EWZ) ein Gemeinschaftsunterwerk, in Thalwil mit den Elektrizitätswerken des Kantons Zürich (EKZ).

### 220- und 380-kV-Leitung Gemeinschaftsleitung mit Alpiq (früher Aare Tessin AG für Elektrizität ATEL)
Die heute nicht mehr bestehende 220-kV-Leitung von Laufenburg nach Sierentz im französischen Elsass war im Kanton Basel-Landschaft umstritten. In den frühen 1970er-Jahren begann die NOK mit dem Bau einer neuen 380/220-kV-Leitung von Laufenburg in die Asphard bei Kaiseraugst. Zugleich erstellte sie ein Teilstück der 380-kV-Leitung Asphard-Kühmoos/-Sierentz. Drei Tonnen- und ein Donaumast befinden sich auf der Schweizer Seite. Sie ist bei Hüsingen in die Leitung Kühmoos-Sierentz eingeschleift. Das Bauwerk war ein Provisorium, bis in den späten 1980er-Jahren das Unterwerk Asphard bei der Autobahn gebaut werden konnte. Seither wird der Stromtransport von Laufenburg nach Sierentz über diese Station gewährleistet. Die Gemeinschaftsleitung von Laufenburg in die Lachmatt bei Pratteln gehört bis auf die Höhe von Möhlin der Axpo Power AG und später der ATEL Netz AG. Sie ist zur Hälfte mit 220 kV bespannt und enthält ein Unterwerk bei Münchwilen AG. Eine 3-polige 380-kV-Leitung speist die Unterstation Asphard mit elektrischer Energie aus dem Kernkraftwerk Gösgen.

### Feinverteilleitung Münchwilen–KRS
Von den Kraftwerken Riburg-Schwörstadt führt eine 3-polige Feinverteilleitung nach Münchwilen AG. Sie wurde in den 1930er-Jahren erstellt. Heute teilt sie die Masten grösstenteils mit der vorgenannten Gemeinschaftsleitung. Alle Masten dieser Leitungsstrecke tragen den Vermerk "Mü-KRS".